# エルピニケ
エルピニケ（希：Ελπινίκη、生没年不詳）はアテナイの貴族。ミルティアデスの娘で、キモンの異母姉。弟のキモンと情交し、結婚して住まいを共にしていた。その後、カリアスというアテナイの資産家の男に見初められ、自分と結婚する代わりに父ミルティアデスが課せられた50タラントンの罰金を肩代わりして収めようと言われたため、それを受け入れ、カリアスに嫁いだ。